# Chen Chiung-yi
Chen Chiung-yi (陳 瓊宜; nascido em 7 de dezembro de 1976) é um ex-ciclista taiwanês que competiu no ciclismo nos Jogos Olímpicos de Verão de 2000.